# Analía Lanteri
Analía Alicia Lanteri (La Plata, 27 de marzo de 1955) es una entomóloga argentina y desde 2018 directora del Museo de La Plata. Es profesora extraordinaria en la categoría de Emérita de la Universidad Nacional de La Plata e investigadora principal del Consejo Nacional de Investigaciones Científicas y Técnicas (CONICET).

## Trayectoria
Analía Lanteri ingresó a la Facultad de Ciencias Naturales y Museo de la Universidad Nacional de La Plata en 1973, adonde obtuvo el título de Licenciada en Zoología en 1978 y de Doctora en Ciencias Naturales en 1982. Se desempeñó como docente desde 1974 (ayudante alumna) hasta llegar al cargo de Profesora Titular Ordinaria, que ejerció hasta 2019, habiendo pasado por todas las categorías docentes de grado. Dictó una gran cantidad de cursos de posgrado en temas de entomología agrícola, sistemática y filogenia.
Fue discípula de la reconocida entomóloga Julia Vidal Sarmiento. A lo largo de su trayectoria, trabajó en el Museo Nacional de Historia Natural de los Estados Unidos, el Museo Americano de Historia Natural, el Museo de Anatomía Comparada de la Universidad de Harvard, el Museo Canadiense de la Naturaleza, el Museo de Historia Natural (Londres), el Museo Nacional de Historia Natural de Francia (París), el Museo Sueco de Historia Natural en Estocolmo, el Museu de Zoología da Universidade de São Paulo, el Museu Paraense Emilio Goeldi (Belem), el Museo Nacional de Brasil y el Museo Nacional de Ciencias Naturales (Madrid).
En el Museo de La Plata fue jefa de la sección Coleóptera de la División Entomología (2002-2010), jefa de la División Entomología (2010-2018) y desde 2018 es directora. Fue directora del Departamento de Posgrado de la Facultad de Ciencias Naturales y Museo (2004-2010). Ocupó varios cargos en comisiones de evaluación, consejos y centro de graduados.

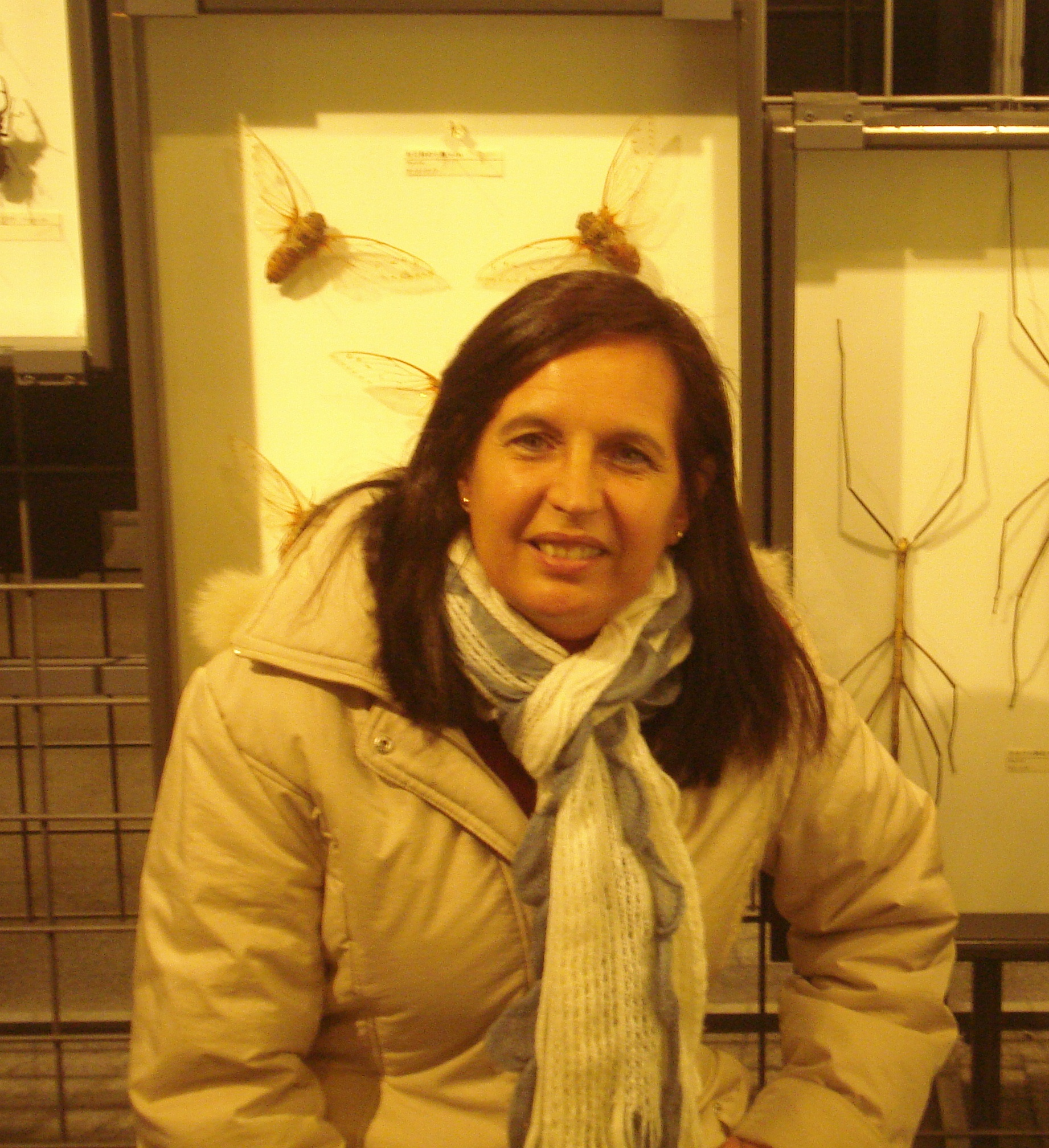
Analía Lanteri en el Museo de Historia Natural de la Prefectura de Kanagawa, en Odawara, Japón.

Como investigadora científica abordó el estudio de insectos perjudiciales para la agricultura. Publicó 120 artículos científicos, cuatro libros, capítulos de libros y varias contribuciones en temas de su especialidad.

## Publicaciones destacadas
Entre sus trabajos publicados se destacan:
- Bases para el control integrado de los gorgojos de la alfalfa. La Plata, Argentina: De la Campana. 1994. ISBN 9789879973448.
- Sistemática Biológica: fundamentos teóricos y ejercitaciones (3ª edición). La Plata, Argentina: UNLP. 2006. ISBN 9789503402733. En coautoría con María Marta Cigliano.
- Contribuciones taxonómicas en órdenes de insectos hiperdiversos. México DF: Universidad Nacional Autónoma de México, Facultad de Ciencias, Prensas de Ciencios. 2008. ISBN 9789703254170. III Reunión Anual de la Red Iberoamericana de Biogeografía y Entomología Sistemática: La Plata, Argentina.

## Otra literatura
Lanteri publicó, además de los numerosos trabajos dedicados a su disciplina científica, los libros Ventana al alma (1999), Historia de una amistad: entre tilos y hojas de roble (2000) y Jugueniños. Poemas y canciones (2011) de literatura infantil. Su más reciente libro Museo de La Plata. Testimonio del pasado que se proyecta hacia el futuro abarca los 133 años de historia del Museo de La Plata, sus investigadores y colecciones.

## Distinciones y premios
A lo largo de su carrera, Analía Lanteri recibió diversos reconocimientos por su labor, entre ellos:
- "Premio Francisco Sáez", bienio 2013-2015. Sociedad Argentina de Genética al mejor trabajo científico publicado con aportes de trascendencia, en dicho período. XLIV Congreso Argentino de Genética, Mar del Plata, 13 de septiembre de 2015.

- “Ernst Mayr travel Award”. Museum of Comparative Zoology, Harvard University, 2 de mayo de 2014.

- “Mención como Mujer Destacada Bonaerense en el área de Ciencia y Técnica”. Cámara de Diputados de la Provincia de Buenos Aires, 23 de septiembre de 1995.

- “Courtesy visiting postdoctoral fellow”. Division of Agricultural Sciences, College of Engineering Sciences, Technology and Agriculture, Florida Agricultural and Mechanical University, Tallahassee, Florida, USA, junio de 1988 a mayo de 1990.

- “Premio Bernardo Houssay”. CONICET en homenaje al centenario del nacimiento de quien fuera su primer presidente y Premio Nobel en ciencias del país, a los 50 mejores trabajos de investigación realizados por investigadores de menos de 35 años. Buenos Aires, 21 de diciembre de 1987.

- “Miembro honorario, en mérito a su contribución a la promoción de las Ciencias Naturales y Agronómicas en la Provincia de La Pampa”. Centro Pampeano de Estudios en Ciencias Naturales y Agronómicas (CEPECNA). Santa Rosa, 24 de agosto de 1983.

- Dedicatoria de dos nombres genéricos en Curculionidae, Lanteriella Morrone 1992 y Lanterius Alonso-Zarazaga & Lyal 1999.

- El 8 de marzo de 2021, en el marco de las actividades por el Día Internacional de la Mujer, la Asociación Civil Empresarias de las Diagonales le otorgó un reconocimiento a su trayectoria.[10]